# 女神の見えざる手
『女神の見えざる手』（めがみのみえざるて、Miss Sloane）は、2016年に公開されたアメリカ合衆国の社会派サスペンスである。監督はジョン・マッデン、主演はジェシカ・チャステインが務めた。

## 製作
2015年9月、ジェシカ・チャステインがジョン・マッデン監督の新作に出演すると報じられた。2016年1月、アリソン・ピル、ジェイク・レイシー、ググ・バサ＝ローの出演が決まった。同年2月、ダグラス・スミス、マーク・ストロング、サム・ウォーターストン、ジョン・リスゴーらの出演が決まった。3月にはメーガン・ファヒーの出演が決まり、マックス・リヒターが本作の楽曲を担当することが決まった。
2016年2月12日、本作の主要撮影がカナダのトロントで始まり、4月にはワシントンD.C.に移って撮影が続行された。撮影が終わったのは4月6日のことだった。

## キャスト
※括弧内は日本語吹替
- エリザベス・スローン - ジェシカ・チャステイン（佐古真弓）：敏腕ロビイスト。
- ロドルフォ・シュミット - マーク・ストロング（内田直哉）
- エズメ・マヌチャリアン - ググ・バサ＝ロー（西島麻紘）
- ジェーン・モロイ - アリソン・ピル（松井暁波）
- パット・コナーズ - マイケル・スタールバーグ（山岸治雄）
- ジョージ・デュポン - サム・ウォーターストン（佐藤祐四）
- ロナルド・M・スパーリング上院議員 - ジョン・リスゴー（福田信昭）：聴聞会の議長。
- ダニエル・ポスナー - デヴィッド・ウィルソン・バーンズ
- フォード - ジェイク・レイシー
- R・M・ダットン - ラウール・バネジャ（英語版）
- ビル・サンフォード - チャック・シャマタ（英語版）
- アレックス - ダグラス・スミス
- クララ・トムソン - メーガン・フェイヒー（英語版）
- ローレン - グレース・リン・カン（英語版）
- ロス - アル・ムカダム（英語版）
- フランクリン・ウォルシュ - ノア・ロビンズ（英語版）
- シンシア・グリーン - ルーシー・オーウェン
- リトル・サム - セルジオ・ディ・ジオ（英語版）
- ビッグ・サム - ジョー・ピングー（英語版）
- フランク・マギル - マイケル・クラム（英語版）
- ジョン・オニール - ディラン・ベイカー
- ラミレス - ザック・スマドゥ
- トラヴィス - オースティン・ストラグネル
- プル・ウェスト - アレクサンドラ・カスティージョ（英語版）
- バズカット - ジャック・マーリー
- エヴリン・サマー - クリスティーン・バランスキー
- スペンサーJr. - アーロン・ヘイル
- グレタ - グレタ・オニーオグ

## ストーリー
エリザベス（リズ）・スローンは政界で畏敬の念を持たれるほど有能なロビイストである。コール＝クラヴィッツ＆ウォーターマン社に所属する彼女はどんな依頼も成功に導いてきた。
ある日、リズの元に銃器保有に賛成する女性を増やして欲しいという依頼が舞い込んで来るが、彼女はその依頼に来た銃ロビー団体会長のビル・サンドフォードを冷たくあしらってしまう。アメリカ合衆国議会に対して最も影響力を持つ利益団体からの案件を蹴ったことで上司のジョージ・デュポンと口論になるも、彼女は銃の規制強化に賛成しており、考えに反する依頼を受けるつもりはなかった。
その夜に行われたパーティーを途中で抜け出し帰ろうとした時、リズは見知らぬ男から話しかけられる。彼は銃規制強化法案の賛成派に付くロビー会社ピーターソン＝ワイアットのCEOロドルフォ・シュミットであり、リズを引き抜きに来ていたのだ。
翌朝、リズはミーティングの場で即日ピーターソン＝ワイアット社に移ることを告げ、数人の部下と会社を去っていくが、片腕だったジェーン・モロイとは袂を分かつことになった。
会社を移ったリズは早速チームに指針を示し、ロビー活動を開始する。敵である銃ロビー（銃の規制強化反対派）は圧倒的な資金力を持ち、法案を通さないために必要な議員の数も少ない。劣勢にあるリズは様々な手を駆使して賛成派の議員を増やしていく。
だが銃ロビーも黙っておらず、リズ達に妨害工作を仕掛けてきていた。リズは機転を利かせてチーム内の裏切り者を見つけるが、それは自身が雇っている非公式のサポートチームによる違法な手段によるものだった。
リズの策は次々と効果を発揮し、着実に勝利へと近付いていた。そんな中で行われた元同僚であるパット・コナーズとのテレビ対談において、リズは独断でチームの一員であるエズメ・マヌチャリアンを銃被害者として衆目に晒す。勝つために手段を選ばないリズは、エズメを説得してコメントを発信させる。
会社に戻ってきたリズはロドルフォに非難されるが、自身が仕込んできた秘策を明かすことでその場を収める。一方で、優勢に転じるリズ達に危機感を持った銃ロビーはリズへの個人攻撃を画策していた。
そんな中、エズメが銃を持った男に襲われる事件が発生する。幸い大事には至らなかったが、彼女の命を救ったのは居合わせた一般市民による銃撃だった。リズはエズメを心配して会いに行くが、テレビ対談の件から不信感が燻っていた彼女はリズの下を離れてしまう。
事件を受けて世論は銃規制強化に反対する方向へ傾き、リズへの個人攻撃も始まった。リズが行った違法行為の証拠をジェーンが見つけたことをきっかけに聴聞会が開かれ、利用していたエスコートサービスの男性フォードまでもが証人として現れる。
別の日、聴聞会の結論が出される場において、意見を述べる機会を得たリズは勝つために手段を選ばなかった自身の非を認めるとともに、アメリカの政治が腐敗していることを批判する。続けて、ロビー活動における持論を語り始める。
傍聴席で彼女の言葉を聞き終えたジェーンは、上司であるパットに辞表を渡して退席する。一方のリズは、前の会社を辞める時に部下を密偵として残したことを明らかにする。そして、この聴聞会が銃ロビーの強い要請で計画され、その首謀者がかつての上司ジョージ・デュポンであり、彼から不正を働くように脅された相手が目の前にいるロナルド・M・スパーリング上院議員であることも。
聴聞会から10ヵ月後、エリザベスは聴聞会での偽証により連邦矯正施設に入れられていた。面会に来たピーターソン＝ワイアットのポズナー弁護士は、早期釈放の手続きをしていること、銃規制強化法案が可決するであろうことを告げる。面会の終わり際、意図的に残した違法行為の証拠についてチームの仲間に告げなかった理由を聞かれ、リズはこう答えた。「5年の刑期を受けるから」と。

## 公開
2016年8月、エリザベス・スローンを演じるチャステインの画像2枚が公開された。同年11月11日、AFI映画祭で本作はプレミアを迎えた。13日には、ナパ・バレー映画祭での上映が行われた。

## 興行収入
2016年11月25日、本作は全米3館で限定公開され5万9797ドルを稼ぎ出した。

## 評価
本作は賛否両論となっている。映画批評集積サイトのRotten Tomatoesには40件のレビューがあり、批評家支持率は63%、平均点は10点満点で6.2点となっている。サイト側による批評家の意見の要約は「『女神の見えざる手』はジェシカ・チャステインの演技力に寄りかかっている。彼女の演技はオスカー受賞に値するもので、それだけで映画の出来を向上させている」となっている。また、Metacriticには21件のレビューがあり、加重平均値は65/100となっている。